# Luiz Mattar
Luiz Mattar (* 18. August 1963 in São Paulo) ist ein ehemaliger brasilianischer Tennisspieler.

## Leben
Mattar wurde 1985 Tennisprofi und konnte im Jahr darauf in Rio de Janeiro seinen ersten Einzeltitel auf der ATP Challenger Tour erringen. Zudem gewann er an der Seite seines Landsmannes Carlos Kirmayr auch seinen ersten Doppeltitel beim Challenger-Turnier in seiner Heimatstadt. 1987 gewann er in Guarujá sein erstes ATP Turnier, den Titel konnte er in den beiden folgenden Jahren verteidigen. Ebenfalls 1987 gewann er zusammen mit Cássio Motta sein erstes Doppelturnier auf der ATP World Tour durch einen Finalsieg gegen das deutsche Doppel aus Tore Meinecke und Martin Hipp. Insgesamt konnte er im Lauf seiner Karriere sieben Einzel- sowie fünf Doppeltitel erringen. Von seinen sieben Einzeltiteln gewann er sechs in seinem Heimatland, nur seinen letzten Turniersieg feierte er im Ausland. Seine höchste Notierung in der Tennis-Weltrangliste erreichte er 1989 mit Position 29 im Einzel sowie 1991 mit Position 55 im Doppel.
Sein bestes Einzelergebnis bei einem Grand-Slam-Turnier war das Erreichen der dritten Runde bei den French Open und den US Open. In der Doppelkonkurrenz stieß er drei Mal ins Achtelfinale der French Open vor.
Mattar spielte zwischen 1986 und 1995 31 Einzel- sowie sieben Doppelpartien für die brasilianische Davis-Cup-Mannschaft. Sein größter Erfolg mit der Mannschaft war das Erreichen des Halbfinales der Weltgruppe 1992, wobei er von seinen sechs Partien nur vier austrug. Da er jeweils das erste und das letzte Einzel bestritt und Brasilien sowohl in der ersten Runde gegen Deutschland als auch im Viertelfinale gegen Italien jeweils mit 3-1 uneinholbar in Führung lag, wurden die Partien nicht ausgetragen. Von den vier ausgetragenen Einzeln konnte er keines gewinnen. Brasilien schied schließlich im Halbfinale mit 0-5 gegen die Schweiz aus.
Bei den Olympischen Sommerspielen 1988 und 1992 trat er für Brasilien sowohl im Einzel als auch im Doppel an. 1988 schied er in der ersten Runde gegen Wally Masur aus. Im Doppel erreichte er zusammen mit Ricardo Acioly die zweite Runde, wo sie dem französischen Doppel aus Henri Leconte und Guy Forget unterlegen waren. 1992 schied er erneut in der ersten Runde aus, diesmal gegen Paul Haarhuis. Diesmal kam an der Seite von Jaime Oncins auch im Doppel das Ende in Runde eins durch eine Niederlage gegen die Spanier Emilio Sánchez Vicario und Sergio Casal.

## Erfolge
| Legende                       |
| Grand Slam                    |
| Tennis Masters Cup            |
| ATP Masters Series            |
| ATP International Series Gold |
| ATP International Series (12) |
| ATP Challenger Series (14)    |

### Einzel

#### Turniersiege

##### ATP Tour
| Nr. | Datum            | Turnier            | Belag     | Finalgegner     | Ergebnis      |
| --- | ---------------- | ------------------ | --------- | --------------- | ------------- |
| 1.  | 26. Januar 1987  | Guarujá (1)        | Hartplatz | Cássio Motta    | 6:3, 5:7, 6:2 |
| 2.  | 25. Januar 1988  | Guarujá (2)        | Hartplatz | Eliot Teltscher | 6:3, 6:3      |
| 3.  | 6. Februar 1989  | Guarujá (3)        | Hartplatz | Jimmy Brown     | 7:6, 6:4      |
| 4.  | 10. April 1989   | Rio de Janeiro (1) | Teppich   | Martín Jaite    | 6:4, 5:7, 6:4 |
| 5.  | 2. April 1990    | Rio de Janeiro (2) | Teppich   | Andrew Sznajder | 6:4, 6:4      |
| 6.  | 9. November 1992 | São Paulo          | Hartplatz | Jaime Oncins    | 6:1, 6:4      |
| 7.  | 9. Mai 1994      | Coral Springs      | Sand      | Jamie Morgan    | 6:4, 3:6, 6:3 |

##### Challenger Tour
| Nr. | Datum             | Turnier            | Belag     | Finalgegner          | Ergebnis      |
| --- | ----------------- | ------------------ | --------- | -------------------- | ------------- |
| 1.  | 10. März 1986     | Rio de Janeiro (1) | Sand      | Alejandro Ganzábal   | 6:7, 6:4, 6:3 |
| 2.  | 27. Juli 1987     | Campos do Jordão   | Sand      | Cássio Motta         | 6:3, 6:1      |
| 3.  | 11. Juli 1988     | São Paulo          | Sand      | Cássio Motta         | 7:5, 7:6      |
| 4.  | 14. November 1988 | Brasília           | Hartplatz | Javier Sánchez       | 3:6, 6:4, 7:5 |
| 5.  | 13. November 1989 | Rio de Janeiro (2) | Hartplatz | Francisco Roig       | 6:4, 6:3      |
| 6.  | 29. Oktober 1990  | Rio de Janeiro (3) | Hartplatz | Luis-Enrique Herrera | 6:3, 3:6, 6:3 |
| 7.  | 2. März 1992      | Saragossa          | Hartplatz | Tomás Carbonell      | 7:5, 3:6, 6:2 |
| 8.  | 12. Oktober 1992  | Recife             | Hartplatz | Jaime Oncins         | 7:6, 5:7, 7:5 |
| 9.  | 16. November 1992 | São Luís           | Hartplatz | Maurice Ruah         | 6:4, 6:4      |

#### Finalteilnahmen
| Nr. | Datum             | Turnier    | Belag     | Finalgegner  | Ergebnis      |
| --- | ----------------- | ---------- | --------- | ------------ | ------------- |
| 1.  | 9. November 1987  | São Paulo  | Hartplatz | Jaime Yzaga  | 2:6, 6:4, 2:6 |
| 2.  | 23. November 1987 | Itaparica  | Hartplatz | Andre Agassi | 6:7, 2:6      |
| 3.  | 5. Februar 1990   | Guarujá    | Hartplatz | Martín Jaite | 6:3, 4:6, 3:6 |
| 4.  | 21. Februar 1994  | Scottsdale | Hartplatz | Andre Agassi | 4:6, 3:6      |

### Doppel

#### Turniersiege

##### ATP Tour
| Nr. | Datum              | Turnier    | Belag     | Partner           | Finalgegner                         | Ergebnis      |
| --- | ------------------ | ---------- | --------- | ----------------- | ----------------------------------- | ------------- |
| 1.  | 26. Januar 1987    | Guarujá    | Hartplatz | Cássio Motta      | Martin Hipp Tore Meinecke           | 7:6, 6:1      |
| 2.  | 14. September 1987 | Genf       | Sand      | Ricardo Acioly    | Mansour Bahrami Diego Pérez         | 3:6, 6:4, 6:2 |
| 3.  | 31. Dezember 1990  | Wellington | Hartplatz | Nicolás Pereira   | John Letts Jaime Oncins             | 4:6, 7:6, 6:2 |
| 4.  | 8. Juni 1992       | Florenz    | Sand      | Marcelo Filippini | Royce Deppe Brent Haygarth          | 6:4, 6:7, 6:4 |
| 5.  | 31. Oktober 1994   | Montevideo | Sand      | Marcelo Filippini | Sergio Casal Emilio Sánchez Vicario | 7:6, 6:4      |

##### Challenger Tour
| Nr. | Datum             | Turnier       | Belag     | Partner        | Finalgegner                    | Ergebnis      |
| --- | ----------------- | ------------- | --------- | -------------- | ------------------------------ | ------------- |
| 1.  | 8. April 1985     | Curitiba      | Sand      | Dácio Campos   | Álvaro Fillol Dominik Utzinger | 7:6, 6:4      |
| 2.  | 31. März 1986     | São Paulo (1) | Sand      | Carlos Kirmayr | Ronnie Båthman Dácio Campos    | 4:6, 6:1, 7:5 |
| 3.  | 4. Dezember 1989  | São Paulo (2) | Sand      | Cássio Motta   | Juan Pino Mario Tabares        | 7:5, 6:2      |
| 4.  | 14. Oktober 1991  | São Paulo (3) | Sand      | Jaime Oncins   | Juan Garat Marcelo Saliola     | 6:4, 6:4      |
| 5.  | 16. November 1992 | São Luís      | Hartplatz | Jaime Oncins   | Maurice Ruah Mario Tabares     | 6:3, 7:5      |

#### Finalteilnahmen
| Nr. | Datum            | Turnier   | Belag     | Partner          | Finalgegner                       | Ergebnis      |
| --- | ---------------- | --------- | --------- | ---------------- | --------------------------------- | ------------- |
| 1.  | 11. Februar 1990 | Guarujá   | Hartplatz | Cássio Motta     | Javier Frana Gustavo Luza         | 6:7, 6:7      |
| 2.  | 17. Juni 1990    | Florenz   | Sand      | Diego Pérez      | Sergi Bruguera Horacio de la Peña | 6:3, 3:6, 4:6 |
| 3.  | 22. Oktober 1990 | São Paulo | Teppich   | Mark Koevermans  | Shelby Cannon Alfonso Mora        | 7:6, 3:6, 6:7 |
| 4.  | 5. Mai 1991      | Madrid    | Sand      | Jaime Oncins     | Gustavo Luza Cássio Motta         | 0:6, 5:7      |
| 5.  | 26. Mai 1991     | Bologna   | Sand      | Jaime Oncins     | Luke Jensen Laurie Warder         | 4:6, 6:7      |
| 6.  | 20. April 1992   | Tampa     | Sand      | Andrei Olchowski | Mike Briggs Trevor Kronemann      | 6:7, 7:6, 4:6 |